# Palacio de Justicia del Condado de Miami-Dade
El Palacio de Justicia del Condado de Miami-Dade (en inglés: Miami-Dade County Courthouse) es el palacio de justicia del condado ubicado en Miami, Florida. El Palacio de Justicia del Condado de Miami-Dade se encuentra inscrito  en el Registro Nacional de Lugares Históricos desde el 4 de enero de 1989. Forma parte del Downtown Miami MRA. 

## Ubicación

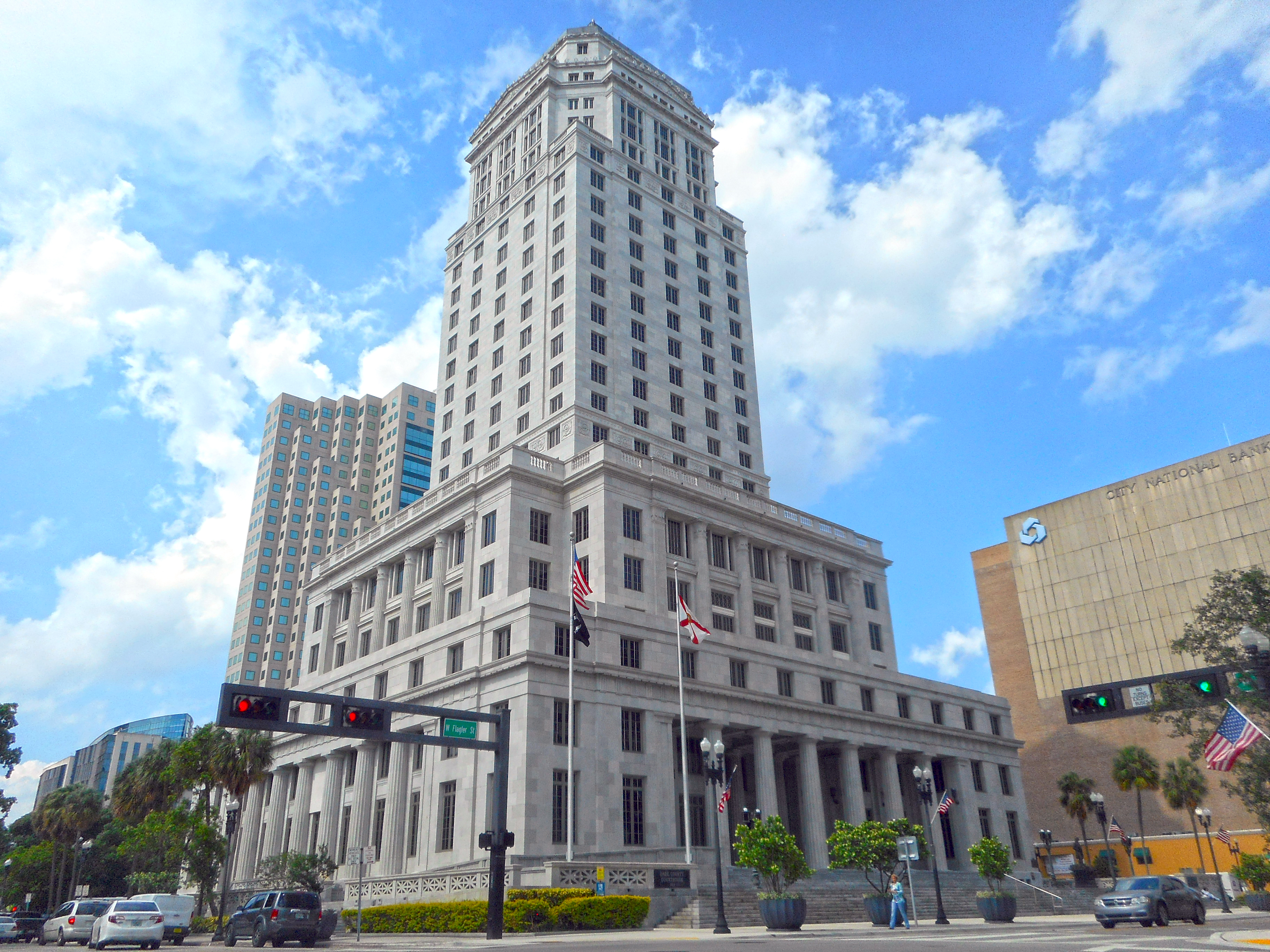
Vista general

El Palacio de Justicia del Condado de Miami-Dade se encuentra dentro del condado de Miami-Dade en las coordenadas 25°46′27″N 80°11′43″O / 25.774167, -80.195278.